# مرسيدس بيريز
مرسيدس بيريز (بالإسبانية: Mercedes Pérez) هي رباعة كولومبية، ولدت في 7 أغسطس 1987 في سانتا مارتا في كولومبيا.

## وصلات خارجية
- مرسيدس بيريز على موقع الاتحاد الدولي (الإنجليزية)
- مرسيدس بيريز على موقع IAT Database Weightlifting (الألمانية)
- مرسيدس بيريز على موقع أوليمبيديا (الإنجليزية)